# Superliga de Dinamarca 2015-16
La temporada 2015-16 fue la vigésimo sexta edición de la Superliga Danesa. La temporada comenzó el 17 de julio de 2015 y concluyó en junio de 2016. Sólo un equipo descenderá después de la temporada debido a que la Superliga se está ampliando a 14 equipos para el inicio de la temporada 2016-17.

## Formato de competencia
Cada equipo se enfrenta entre sí en 3 ocasiones: en las 2 primeras rondas hay partidos en casa y de visita, mientras que para el tercer partido se establece el campo dependiendo de como haya quedado en la temporada anterior. El equipo con menos puntos descienden a la Primera División Danesa.
El campeón de liga tiene derecho a jugar la UEFA Champions League, partiendo de la segunda ronda de clasificación. El campeón de la Copa de Dinamarca juegan la UEFA Europa League a partir de la segunda ronda, y el segundo y tercer clasificados en la liga juegan la UEFA Europa League a partir de la primera ronda.

## Ascensos y descensos
| Pos. | Descendido de Superliga de Dinamarca 2014-15 |
| ---- | -------------------------------------------- |
| 11.º | FC Vestsjælland                              |
| 12.º | Silkeborg IF                                 |

| Pos. | Ascendido de Primera División de Dinamarca 2014-15 |
| ---- | -------------------------------------------------- |
| 1.º  | Viborg FF                                          |
| 2.º  | Aarhus GF                                          |

## Equipos participantes
| Club            | Ciudad     | Estadio                  | Capacidad |
| --------------- | ---------- | ------------------------ | --------- |
| Aalborg BK      | Aalborg    | Energi Nord Arena        | 16 000    |
| Aarhus GF       | Aarhus     | Atletion (NRGi Park)     | 20 000    |
| Brøndby IF      | Brøndby    | Estadio Brøndby          | 29 000    |
| FC Copenhague   | Copenhague | Parken Stadion           | 38 000    |
| Esbjerg fB      | Esbjerg    | Blue Water Arena         | 18 000    |
| Hobro IK        | Hobro      | DS Arena                 | 6 000     |
| FC Midtjylland  | Herning    | SAS Arena                | 12 000    |
| FC Nordsjælland | Farum      | Farum Park               | 10 300    |
| Odense BK       | Odense     | TRE-FOR Park             | 15 633    |
| Randers FC      | Randers    | AutoC Park               | 12 000    |
| SønderjyskE     | Haderslev  | Haderslev Fodboldstadion | 10 000    |
| Viborg FF       | Viborg     | Viborg Stadion           | 9 566     |

## Tabla de posiciones
- Actualizado al 19 de octubre de 2016. Fuente: UEFA.com (Español)

|     | Pos. | Equipo       | PJ | PG | PE | PP | GF | GC | Dif. | Pts. |
| --- | ---- | ------------ | -- | -- | -- | -- | -- | -- | ---- | ---- |
| UCL | 1.   | Copenhague   | 33 | 21 | 8  | 4  | 62 | 28 | +34  | 71   |
| UCL | 2.   | SønderjyskE  | 33 | 19 | 5  | 9  | 56 | 36 | +20  | 62   |
| UCL | 3.   | Midtjylland  | 33 | 17 | 8  | 8  | 57 | 33 | +24  | 59   |
|     | 4.   | Brøndby IF   | 33 | 16 | 6  | 11 | 43 | 37 | +6   | 54   |
|     | 5.   | Aalborg BK   | 33 | 15 | 5  | 13 | 56 | 44 | +12  | 50   |
|     | 6.   | Randers FC   | 33 | 13 | 8  | 12 | 45 | 43 | +2   | 47   |
|     | 7.   | Odense BK    | 33 | 14 | 4  | 15 | 50 | 52 | -2   | 46   |
|     | 8.   | Viborg FF    | 33 | 11 | 7  | 15 | 34 | 42 | -8   | 40   |
|     | 9.   | Nordsjælland | 33 | 11 | 5  | 17 | 35 | 51 | -16  | 38   |
|     | 10.  | Aarhus GF    | 33 | 8  | 13 | 12 | 47 | 49 | -2   | 37   |
|     | 11.  | Esbjerg fB   | 33 | 7  | 9  | 17 | 38 | 64 | -26  | 30   |
|     | 12.  | Hobro IK     | 33 | 4  | 6  | 23 | 26 | 70 | -44  | 18   |

|  | Clasifica a la segunda ronda previa de la Liga de Campeones 2016-17. |
|  | Clasifican a la primera ronda previa de la Europa League 2016-17.    |
|  | Descienden a Primera División de Dinamarca 2016/17.                  |

## Goleadores
| #   | Jugador           | Equipo     | Goles |
| --- | ----------------- | ---------- | ----- |
| 1.º | Lukas Spalvis     | Aalborg BK | 17    |
| 2.º | Rasmus Festersen  | Odense BK  | 15    |
| 2.º | Nicolai Jørgensen | Copenhague | 15    |